# Actionfilme der 1960er Jahre
Die Liste von Actionfilmen der 1960er Jahre enthält Kinofilme des Actiongenres, die zwischen 1960 und 1969 erschienen sind. Sie erhebt keinen Anspruch auf Vollständigkeit.
| Jahr | Titel                                           | Produktionsland        | Regisseur         | Hauptdarsteller            | Anmerkung                               |
| ---- | ----------------------------------------------- | ---------------------- | ----------------- | -------------------------- | --------------------------------------- |
| 1960 | Frankie und seine Spießgesellen                 | Vereinigte Staaten     | Lewis Milestone   | Frank Sinatra, Dean Martin | Buchverfilmung, Neuverfilmung           |
| 1962 | James Bond – 007 jagt Dr. No                    | Vereinigtes Königreich | Terence Young     | Sean Connery               | Fortgesetzt                             |
| 1963 | James Bond 007 – Liebesgrüße aus Moskau         | Vereinigtes Königreich | Terence Young     | Sean Connery               | Fortsetzung, Fortgesetzt                |
| 1964 | 100.000 Dollar in der Sonne                     | Frankreich Italien     | Henri Verneuil    | Jean-Paul Belmondo         |                                         |
| 1964 | Abenteuer in Rio                                | Frankreich Italien     | Philippe de Broca | Jean-Paul Belmondo         |                                         |
| 1964 | James Bond 007 – Goldfinger                     | Vereinigtes Königreich | Guy Hamilton      | Sean Connery               | Fortsetzung, Fortgesetzt                |
| 1965 | James Bond 007 – Feuerball                      | Vereinigtes Königreich | Terence Young     | Sean Connery               | Fortsetzung, Fortgesetzt, Neuverfilmung |
| 1965 | Rote Linie 7000                                 | Vereinigte Staaten     | Howard Hawks      | James Caan                 |                                         |
| 1965 | Das zehnte Opfer                                | Italien Frankreich     | Elio Petri        | Marcello Mastroianni       | Buchverfilmung                          |
| 1965 | Die Satansweiber von Tittfield                  | Vereinigte Staaten     | Russ Meyer        | Tura Satana                |                                         |
| 1966 | Derek Flint schickt seine Leiche                | Vereinigte Staaten     | Daniel Mann       | James Coburn               | Fortgesetzt                             |
| 1966 | Leise flüstern die Pistolen                     | Vereinigte Staaten     | Phil Karlson      | Dean Martin                | Fortgesetzt                             |
| 1966 | Die Mörder stehen Schlange                      | Vereinigte Staaten     | Henry Levin       | Dean Martin                | Fortsetzung, Fortgesetzt                |
| 1967 | Derek Flint – hart wie Feuerstein               | Vereinigte Staaten     | Gordon Douglas    | James Coburn               | Fortsetzung                             |
| 1967 | James Bond 007 – Man lebt nur zweimal           | Vereinigtes Königreich | Lewis Gilbert     | Sean Connery               | Fortsetzung, Fortgesetzt                |
| 1967 | Engel der Hölle                                 | Vereinigte Staaten     | Tom Laughlin      | Tom Laughlin               |                                         |
| 1967 | Wenn Killer auf der Lauer liegen                | Vereinigte Staaten     | Henry Levin       | Dean Martin                | Fortsetzung, Fortgesetzt                |
| 1967 | Die wilden Schläger von San Francisco           | Vereinigte Staaten     | Richard Rush      | Jack Nicholson             |                                         |
| 1967 | Point Blank                                     | Vereinigte Staaten     | John Boorman      | Lee Marvin                 | Buchverfilmung                          |
| 1968 | Gefahr: Diabolik!                               | Italien Frankreich     | Mario Bava        | John Phillip Law           |                                         |
| 1968 | Die Satans-Engel von Nevada                     | Vereinigte Staaten     | Maury Dexter      | Diane McBain               |                                         |
| 1968 | Coogans großer Bluff                            | Vereinigte Staaten     | Don Siegel        | Clint Eastwood             |                                         |
| 1968 | Bullitt                                         | Vereinigte Staaten     | Peter Yates       | Steve McQueen              |                                         |
| 1968 | Rollkommando                                    | Vereinigte Staaten     | Phil Karlson      | Dean Martin                | Fortsetzung                             |
| 1968 | Eisstation Zebra                                | Vereinigte Staaten     | John Sturges      | Rock Hudson                | Buchverfilmung                          |
| 1969 | James Bond 007 – Im Geheimdienst Ihrer Majestät | Vereinigtes Königreich | Peter R. Hunt     | George Lazenby             | Fortsetzung, Fortgesetzt                |
| 1969 | Charlie staubt Millionen ab                     | Vereinigtes Königreich | Peter Collinson   | Michael Caine              | Neuverfilmung                           |